# 11e cérémonie des Razzie Awards

La 11e cérémonie des Golden Raspberry Awards a eu lieu le 24 mars 1991 à l'hôtel Hollywood Roosevelt pour désigner le pire de ce que l'industrie cinématographique a pu offrir en 1990. La liste des nommés est ci-dessous, avec en gras celui qui a reçu le titre.

## Pire film
The Adventures of Ford Fairlane (20th Century Fox) (ex æquo)
Ghosts Can't Do It (Triumph Releasing) (ex æquo)
- Le Bûcher des vanités (Warner Bros.)
- Graffiti Bridge (Warner Bros.)
- Rocky 5 (United Artists)

## Pire acteur
Andrew Dice Clay dans Les aventures de Ford Fairlane (The Adventures de Ford Fairlane)
- Prince dans Graffiti Bridge
- Mickey Rourke dans La Maison des otages et L'Orchidée sauvage (Wild Orchid)
- George C. Scott dans L'Exorciste: la suite (Exorcist III)
- Sylvester Stallone dans Rocky 5

## Pire actrice
Bo Derek dans Ghosts Can't Do It
- Melanie Griffith dans Le Bûcher des vanités
- Bette Midler dans Stella
- Molly Ringwald dans Betsy's Wedding
- Talia Shire dans Rocky 5

## Pire second rôle masculin
Donald Trump (cameo dans son propre rôle) dans Ghosts Can't Do It
- Leo Damian dans Ghosts Can't Do It
- Gilbert Gottfried dans Les aventures de Ford Fairlane (The Adventures de Ford Fairlane), Allô maman, c'est encore moi  et Junior le terrible (Problem Child)
- Wayne Newton dans Les aventures de Ford Fairlane (The Adventures de Ford Fairlane)
- Burt Young dans Rocky 5

## Pire second rôle féminin
Sofia Coppola dans Le Parrain 3
- Roseanne Barr (voix) dans Allô maman, c'est encore moi
- Kim Cattrall dans Le Bûcher des vanités
- Julie Newmar dans Ghosts Can't Do It
- Ally Sheedy dans Betsy's Wedding

## Pire réalisateur
John Derek pour Ghosts Can't Do It
- John G. Avildsen pour Rocky 5
- Brian De Palma pour Le Bûcher des vanités
- Renny Harlin pour Les aventures de Ford Fairlane (The Adventures de Ford Fairlane)
- Prince pour Graffiti Bridge

## Pire scénario
Les aventures de Ford Fairlane (The Adventures de Ford Fairlane), scénario de Daniel Waters et James Cappe & David Arnott, basé sur les personnages créés par Rex Weiner
- Le Bûcher des vanités, scénario de Michael Christopher, adapté d'un roman de Tom Wolfe
- Ghosts Can't Do It, écrit par John Derek
- Graffiti Bridge, écrit par Prince
- Rocky 5, écrit par Sylvester Stallone

## Pire révélation
Sofia Coppola dans Le Parrain 3
- Ingrid Chavez dans Graffiti Bridge
- Leo Damian dans Ghosts Can't Do It
- Carré Otis dans L'Orchidée sauvage (Wild Orchid)
- Donald Trump dans Ghosts Can't Do It

## Pire chanson "originale"
« He's Comin' Back (The Devil!) » de Y a-t-il un exorciste pour sauver le monde ? (Repossessed), musique et paroles de Chris LeVrar
- « The Measure of a Man » de Rocky 5, musiques et paroles de Alan Menken
- « One More Cheer for Me! » de Stella, écrit par Jay Gruska & Paul Gordon